# The Amazing Spider-Man (série télévisée)
Pour les articles homonymes, voir The Amazing Spider-Man (homonymie).
The Amazing Spider-Man est une série télévisée américaine en un téléfilm de 95 minutes et treize épisodes de 47 minutes, adaptée de la série de comics publiée par Marvel. Le téléfilm constitue le pilote de la série, qui fut diffusée entre le 14 septembre 1977 et le 6 juillet 1979 sur le réseau CBS.

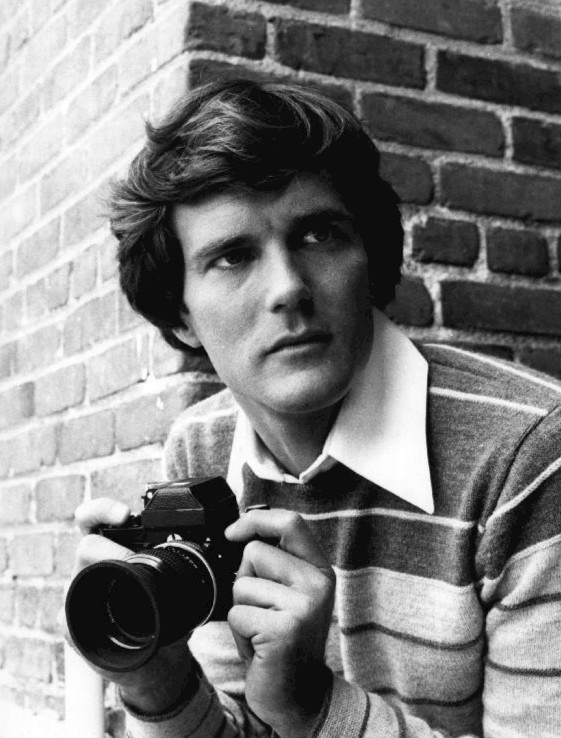
Nicholas Hammond dans le rôle de Peter Parker en 1977.

Cette série fait partie de la vague de séries américaines adaptées des comic books de super-héros à la fin des années 1970, mais elle ne rencontra pas le succès de L'Incroyable Hulk ou de Wonder Woman.
En France, le pilote (L’Homme-araignée) ainsi que plusieurs épisodes remontés en un long métrage (La Riposte de l'homme-araignée et Spider-Man défie le Dragon) furent distribués dans les salles de cinéma (parfois seulement en province), à la fin des années 1970 et au début des années 1980, alors que la bande dessinée connaissait un grand succès, grâce au magazine Strange et au dessin animé diffusé quelques années plus tôt sur TF1, L’Araignée.

## Fiche technique
- Titre original : "The Amazing Spider-Man"
- Titre français : "L'Homme-Araignée"
- Création : Charles W Fries et Daniel R. Goodman d'après le comics de Stan Lee et Steve Ditko
- Producteurs : Robert Janes, Ron Satlof, Lionel E. Siegel et Edward Montagne
- Producteur associé : Arnold F. Turner
- Producteurs exécutifs : Charles W. Fries et Daniel R. Goodman
- Thème musical : Stu Phillips (1re saison) et Dana Kaproff (2e saison)
- Musique : Dana Kaproff, Stu Phillips et Johnnie Spence
- Photographie : Jack Whitman, Vincent A. Martinelli et Fred Jackman Jr.
- Montage : Erwin Dumbrille, James Dyer, David Newhouse, Fred Roth, Aaron Stell, John A. Barton et Thomas Fries
- Distribution : Judith Holstra et Melanie Holstra
- Création des décors : William McAllister, Stephen Myles Berger, Bill Ross, Julian Sacks et James Hulsey
- Création des costumes : Frank Novak
- Effets spéciaux : William H. Schirmer et Don B. Courtney
- Coordination des cascades : Fred Waugh
- Compagnies de production : Charles Fries Productions - Dan Goodman Productions - Danchuk Productions
- Compagnie de distribution : CBS
- Genre : Science-Fiction
- Origine:  États-Unis
- Ratio écran : 1.33:1 plein écran
- Langue : Anglais
- Durée : 60 minutes
- Image : Couleurs

## Distribution

### Acteurs principaux
- Nicholas Hammond : Peter Parker
- Fred Waugh : Spider-Man
- David White : J. Jonah Jameson (pilote)
- Robert F. Simon : J. Jonah Jameson (série)
- Chip Fields (en) : Rita Conway
- Michael Pataki : Capitaine Barbera (pilote et première saison)
- Ellen Bry (en) : Julie Masters (deuxième saison)

## Épisodes

### Téléfilm pilote (1977)
1. L’Homme-araignée (The Amazing Spider-Man)

Le téléfilm a été remonté afin d'en faire un long métrage cinéma. Il est sorti en France le 15 mars 1978. Il a connu un joli succès en salles avec près de 700 000 spectateurs.

### Première saison (1978)
1. La riposte de l'homme araignée première partie (Deadly Dust Part 1)
2. La riposte de l'homme araignée deuxième partie (Deadly Dust Part 2)
3. La malédiction de Rava (The Curse of Rava)
4. La nuit des clones (Night of The Clones)
5. Escorte vers le danger (Escort To Danger)

Les deux premiers épisodes ont été remontées sous forme de film cinéma distribué dans les salles obscures en France en 1979 sous le titre La Riposte de l'homme-araignée.

### Deuxième saison (1978-1979)
1. La tour en otage (The Captive Tower)
2. Raison d'état (A Matter of State)
3. L'arnaque (The Con Caper)
4. Le fantôme de Kirkwood (The Kirkwood Haunting)
5. Photo finale (Photo Finish)
6. Opération Wolfpack (Wolfpack)
7. Spider-Man défie le Dragon première partie (The Chinese Web Part 1)
8. Spider-Man défie le Dragon seconde partie (The Chinese Web Part 2)

Ces deux derniers épisodes sont sortis au cinéma en France (uniquement en province) en 1981, remontés sous la forme d'un film.

## Annulation de la série
Les raisons qui entourent l'annulation restent encore aujourd'hui très floues. Contrairement à la croyance populaire, la série a toujours réalisé d'excellentes audiences (Elle a même été classée dans le top 20 des programmes les plus regardés de 1978). Parmi les raisons qui ont entraîné son non-renouvellement : tout d'abord la décision des directeurs de programme de CBS a joué pour beaucoup. Estimant que le network commençait à avoir une image de « chaîne des super héros » avec L'Incroyable Hulk et Wonder Woman, sans parler des téléfilms Docteur Strange et Captain America, ils considéraient qu'il était temps de changer leur fusil d'épaule ; puis les critiques de fans purs et durs de la BD qui ne retrouvaient aucun des super vilains célèbres comme le Docteur Octopus ou le Bouffon Vert ; enfin la désapprobation pure et simple de son créateur Stan Lee qui ne s'est pas fait prier auprès des médias pour dire tout le mal qu'il en pensait.
Le dernier motif fut aussi le coût de production : la logistique des cascades et des effets spéciaux sans parler de la campagne marketing et le salaire des acteurs invités ont fini par avoir le dernier mot sur l'envie des producteurs de continuer l'aventure.

## Sortie Vidéo
À ce jour, seuls des bootlegs sont sortis sur certains sites de collection avec des copies des épisodes diffusés, mais ce sont pour la plupart de transferts issus de VHS de plus ou moins bonne qualité. Columbia Pictures ainsi que Sony, propriétaires des droits dérivés de la série, n'ont toujours pas autorisé de sortie officielle malgré les pétitions ainsi que les nombreuses demandes de fans de la série à travers le monde.